# Saint-Symphorien-sur-Couze
Saint-Symphorien-sur-Couze, auf Okzitanisch Sent Aforian, ist eine Commune déléguée in der französischen Gemeinde Saint-Pardoux-le-Lac mit 249 Einwohnern (Stand 1. Januar 2022). Sie gehört zur Region Nouvelle-Aquitaine, zum Département Haute-Vienne und zum Arrondissement Bellac. Zur Commune déléguée gehören die Weiler Chasseneuil, Combas, Courieux, Crumaud, La Gagnerie, La Ganharia, Grudet, Les Guilloux, Lavaud, Masmaraud, Les Nègres, La Ribière, Les Rieux Jeunes, Les Rieux Vieux, Theillet und Valette.
Während der Französischen Revolution hieß die Ortschaft „Marat“.
Die Gemeinde Saint-Symphorien-sur-Couze wurde am 1. Januar 2019 mit Saint-Pardoux und Roussac zur Commune nouvelle Saint-Pardoux-le-Lac zusammengeschlossen. Sie hat seither den Status einer Commune déléguée. Sie grenzte im Nordwesten an Roussac, im Nordosten an Châteauponsac, im Osten an Saint-Pardoux, im Südosten an Compreignac, im Süden an Thouron und im Südwesten an Le Buis.

## Bevölkerungsentwicklung
| Jahr      | 1962 | 1968 | 1975 | 1982 | 1990 | 1999 | 2008 | 2013 |
| --------- | ---- | ---- | ---- | ---- | ---- | ---- | ---- | ---- |
| Einwohner | 461  | 427  | 347  | 258  | 241  | 238  | 219  | 242  |

## Sehenswürdigkeiten

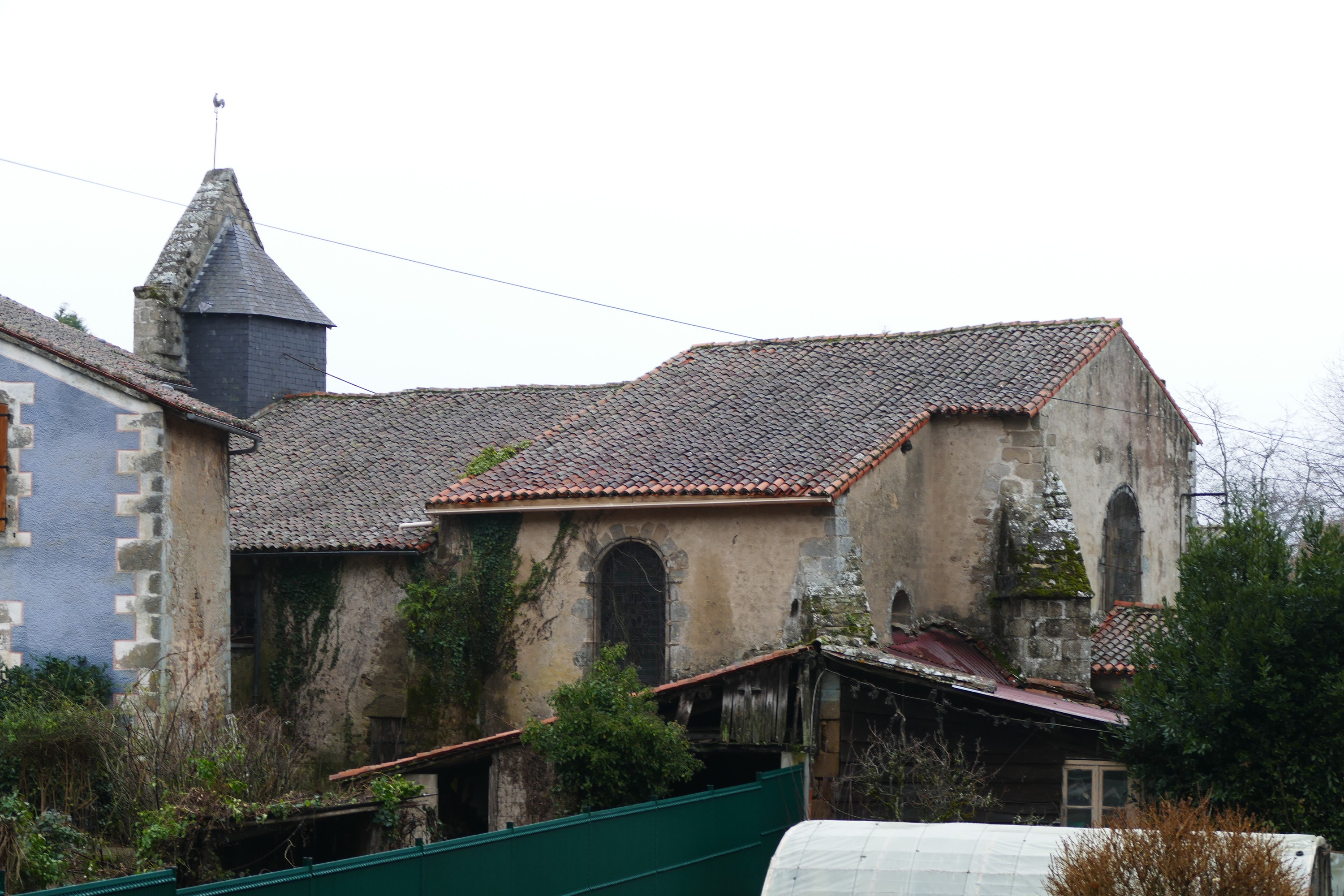
Kirche Saint-Symphorien

- Kapelle Saint-Martin
- Kirche Saint-Symphorien